# Free Agent (Sport)
Ein Free Agent, im deutschen Sprachgebrauch vereinsloser beziehungsweise vertragsloser Spieler, ist im  Profisport ein Spieler, der keinen gültigen Vertrag mit einem Verein, einer Kapitalgesellschaft beziehungsweise einem Franchise in seiner Liga hat und der deshalb aus eigener Entscheidung zu einem Verein seiner Wahl wechseln darf. Free Agents können  im US-Sport Spieler sein, deren Vertrag bei einem Verein ausgelaufen ist, oder die in den Drafts von keinem Verein unter Vertrag genommen wurden.

## Regelungen der DFL Deutsche Fußball Liga
Nach den Regelungen der DFL kann einem vereinslosen Spieler auch nach der Wechselperiode I (meist 1. Juli bis 31. August) eine Spielerlaubnis erteilt werden. Nach dem Ende der Wechselperiode II (meist 1. Januar bis 31. Januar) ist dies nicht mehr möglich.

## US-Sport
In einigen Profi-Ligen wird zwischen einem unrestricted free agent und einem restricted free agent unterschieden. Die unrestricted free agents können ihren neuen Verein beliebig wählen, bei den restricted free agents existieren vertragliche Einschränkungen durch ihren bisherigen Verein, z. B. ein Vorzugsrecht bei gleichen Konditionen oder Kompensationen durch Ablösesummen oder Draft-Platz-Tausch.